# Vřesovec pleťový

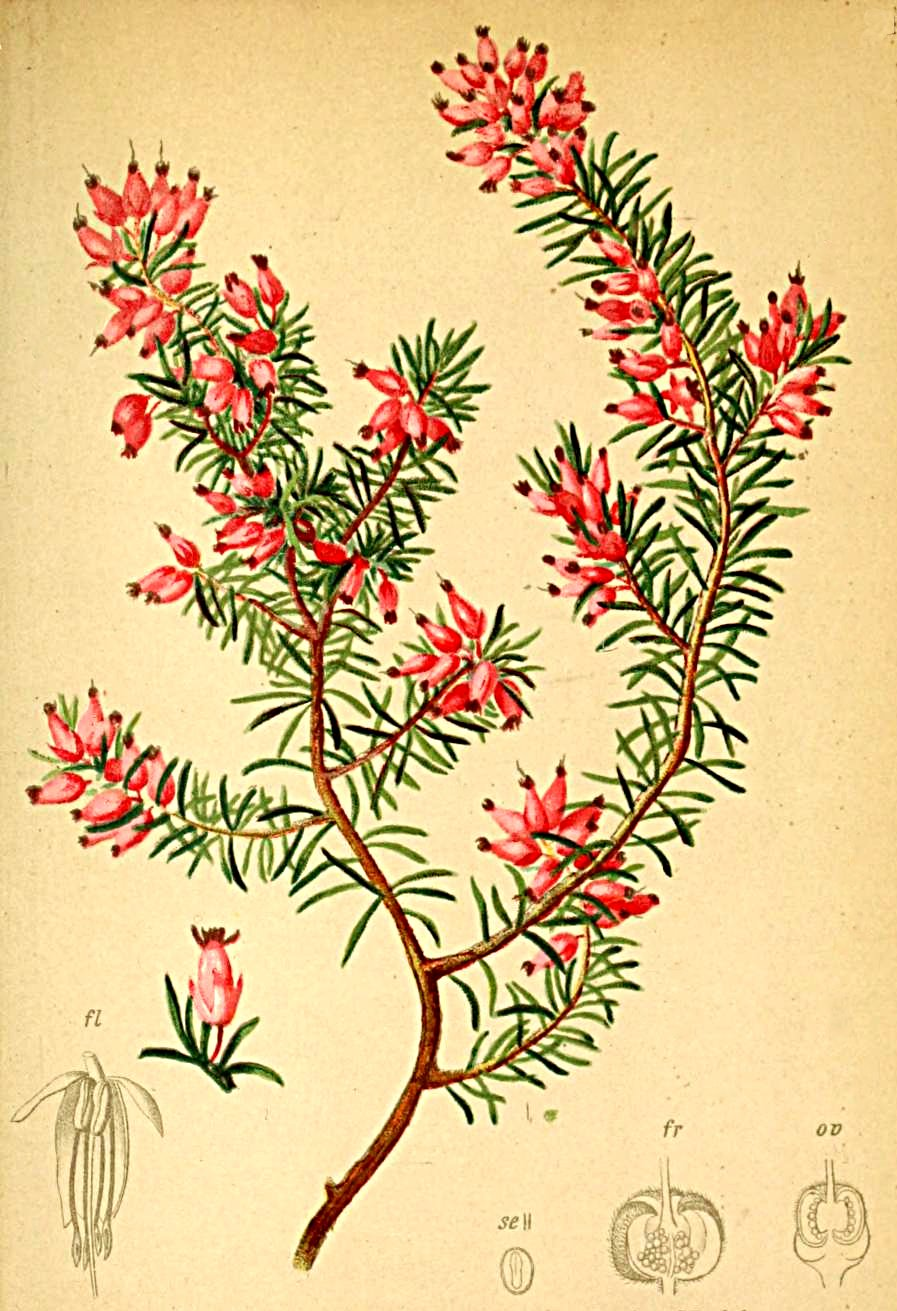
Popisný obrázek.

Vřesovec pleťový (Erica carnea) je nízký stálezelený keř z rodu vřesovec. Je pěstován jako okrasná dřevina. Kvete růžově v prosinci až dubnu.

## Výskyt
Je původní v Evropě, ale roste i v jiných oblastech. Je široce pěstován.

## Taxonomie

### Vědecké názvy
Vřesovec pleťový byl popsán pod velkým množstvím dnes neplatných, ale běžně používaných názvů jako je např. Erica herbacea, Erica mediterranea.

### České názvy
Vřesovec pleťový byl popsán pod velkým množstvím dnes neplatných, ale běžně používaných českých botanických názvů, jako vřesovec bylinný nebo vřesovec červený, je známo i synonymum vřesovec masový.

## Popis
Druh je dřevina, tvoří keře. Dorůstá výšky až 20–50 cm. Borka větviček je světle hnědá, listy jsou úzce čárkovité, zelené, velké asi 0,5 cm. Kvete růžově, plod je tobolka.

## Použití
Druh je velmi často pěstován i přes své vyšší nároky na půdu a vlhkost. Díky dekorativnímu olistění a dlouhému kvetení během zimy a předjaří je vhodnou doplňkovou dřevinou v parcích apod.
Jako nízký hustý keřík vytvářející souvislý pokryv má význam v menších i rozlehlejších kompozicích. Pravidelně řezaný je velmi vhodný i do záhonů při použití ve většího počtu rostlin stejného druhu. Může být použit i do vlhkých částí skalek a rašelinišť. Druh je s ohledem na nároky vhodné kombinovat s dalšími vřesovištními dřevinami, ale také s jehličnany.

## Nároky
Snese řez nebo zmlazení, ale pravidelný mírný řez po odkvětu je vhodnější než siný zásah. Roste poměrně rychle. Rostlina preferuje kyselou, vlhkou, humózní půdu, rašelinu nebo písčité půdy s přídavkem rašeliny. Pěstované odrůdy jsou tolerantnější k rozpětí pH než původní druh, ale preferují kyselé půdy. Vyžaduje světlé stanoviště nebo polohy na výsluní, snese však i polostín. Na podzim se vyplatí přihnojovat síranem draselným, který mimo jiné snižuje pH půdy.
Bylo vyšlechtěno více kultivarů s různými znaky. Druh lze rozmnožovat semenem nebo řízky.

## Zajímavost
Ve střední Evropě je tento druh kalcifilní (preferuje vápník), v blízkosti Alp v rašeliništích a vřesovištích i kalcifobní (nesnáší nadměrný obsah vápníku).